# Broken, Beat & Scarred
«Broken, Beat & Scarred» és el trente-dosè senzill de la banda estatunidenca Metallica, presentat tercer senzill de l'àlbum Death Magnetic el 3 d'abril de 2009.
La cançó tracta sobre la duresa de la vida i malgrat caure o deprimir-se, qualsevol pot tornar-se a aixecar, lluitar i tirar endavant. La música és potent, amb un ritme constant, les guitarres ofereixen variants amb un so estilitzat, curt i ràpid.
El videoclip fou protagonitzat per la mateixa banda tocant en directe dins la gira Death Magnetic Tour. Fou dirigit per Wayne Isham i estrenat el 26 de març del mateix any mitjançant el lloc web oficial de la banda.

## Llista de cançons
| 1. | «Broken, Beat & Scarred»           | 6:26 |
| 2. | «Broken, Beat & Scarred» (directe) | 7:26 |
| 3. | «The End of the Line» (directe)    | 7:52 |

| 1. | «Broken, Beat & Scarred»     | 6:26 |
| 2. | «Stone Cold Crazy» (directe) | 3:24 |
| 3. | «Of Wolf and Man» (directe)  | 4:52 |

| 1. | «Broken, Beat & Scarred» (vídeo)        | 6:15  |
| 2. | «The Day That Never Comes» (vídeo)      | 8:25  |
| 3. | «Death Magnetic EPK/Promo Reel» (vídeo) | 17:25 |

- Totes les versions en directe van ser enregistrades en el concert realitzat el 15 de setembre de 2008 l'O2 Arena de Londres durant el llançament de l'àlbum Death Magnetic.